# Даніель Кальмус
Даніель Кальмус (Daniel Kalmus, 17 жовтня 1906, Павлів — до 1944, Львів) — львівський єврейський архітектор 1930—х років.

## Біографія
Народився в селі Павлів (нині Радехівської міської громади), в родині підприємця Зеліга Кальмуса. Закінчив єврейську гімназію у Львові. Протягом 1925—1931 років навчався у Львівській політехніці. Спочатку працював у будівельних фірмах І. Вільконя та А. Шталя, від 1935 року — самостійно. Мешкав у Львові на вулиці Жижинській (нині Кубійовича), 17 у будинку, який, імовірно, сам спроектував. Загинув у Львові під час німецької окупації.

## Роботи
- Будівля єврейського театру на вулиці Гнатюка у Львові. Проєкт у стилі функціоналізму здобув перемогу на конкурсі (1930-ті)[1]; / єврейський театр на вул. Ягелонській (сучасний ТЮГ на вул. Дорошенка)[3][4]
- Житлові будинки у стилі функціоналізму на вулиці Вулецькій (нинішній Сахарова) у Львові (1930-ті).[5] Зокрема будинок № 14 (1932, співавтори Мечислав Штадлер і Якуб Менкер).[6]
- Участь у проєктуванні спортивного комплексу ковзанки на ставі Собка у Львові.[7]
- Житловий будинок на вулиці Кастелівці, 18 (співавтори Мечислав Штадлер і Якуб Менкер).[8]

- житлові будинки на вул. Тютюнників[3]
- житлові будинки на вул. Кубійовича[3]
- житлові будинки “Модерністичної Кастелівки” (територія між вул. Б. Романицького, вул. Кастелівка,  Ак. Сахарова)[3]